# Zrębice

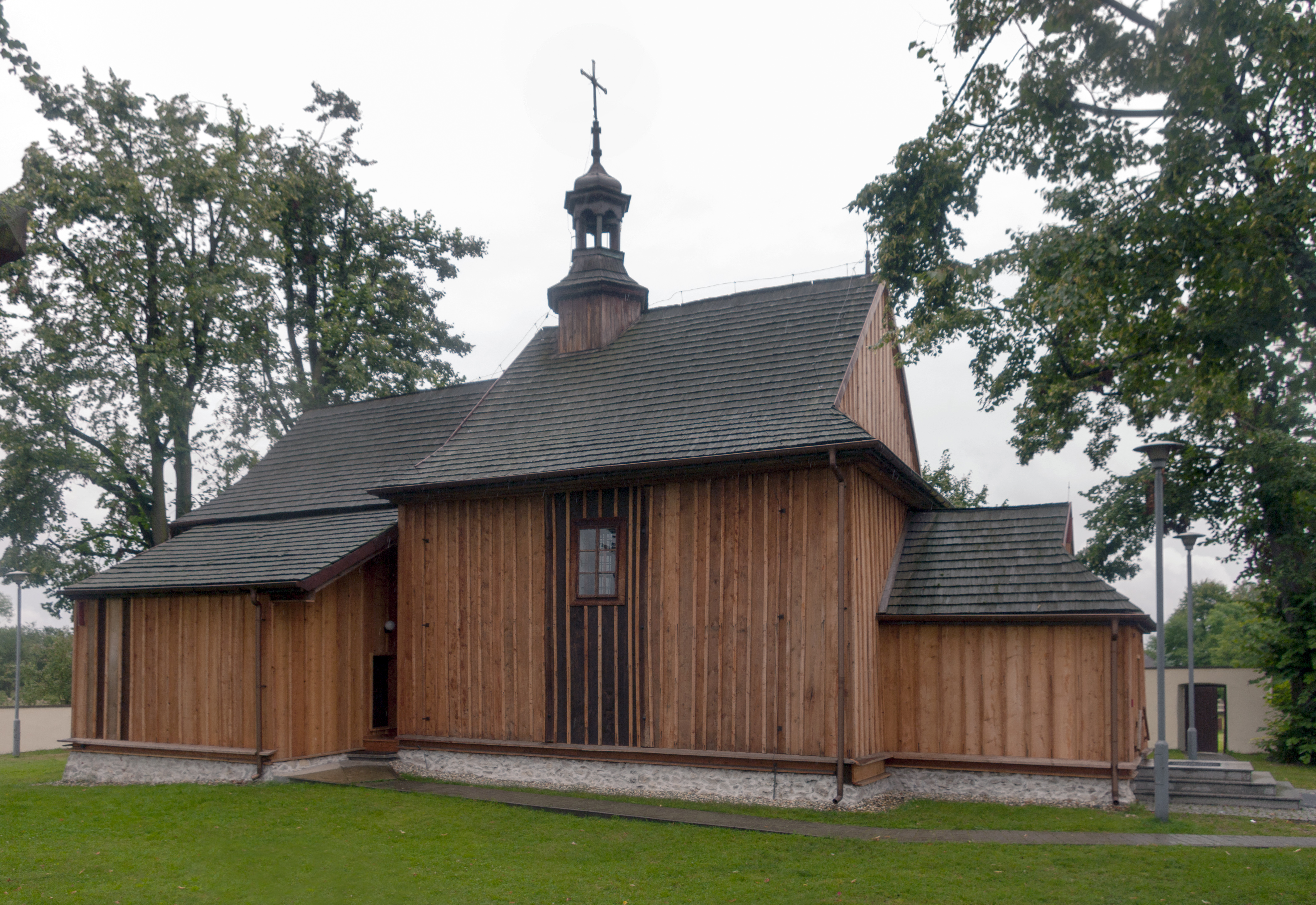
Kościół św. Idziego w Zrębicach

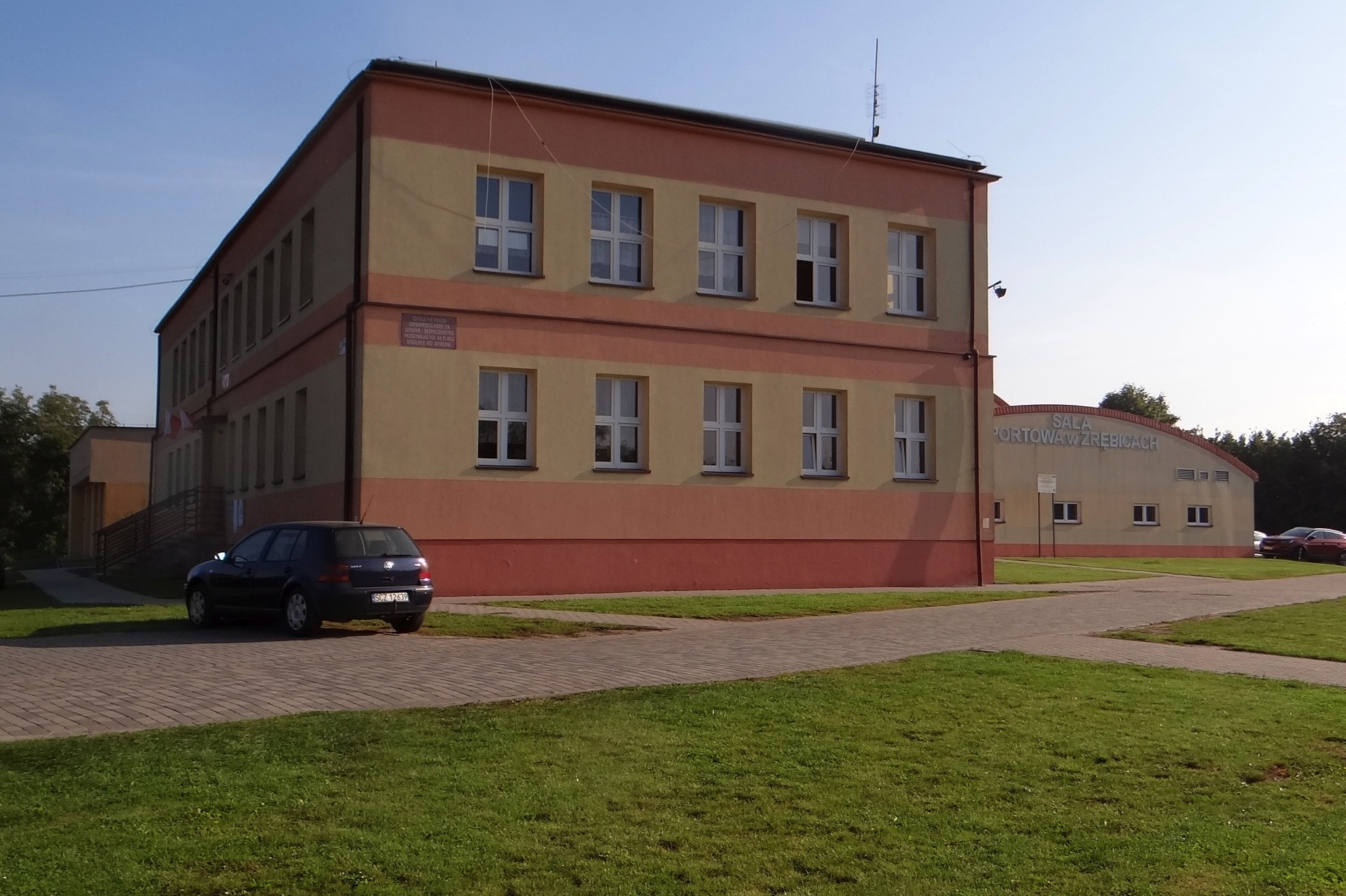
Szkoła

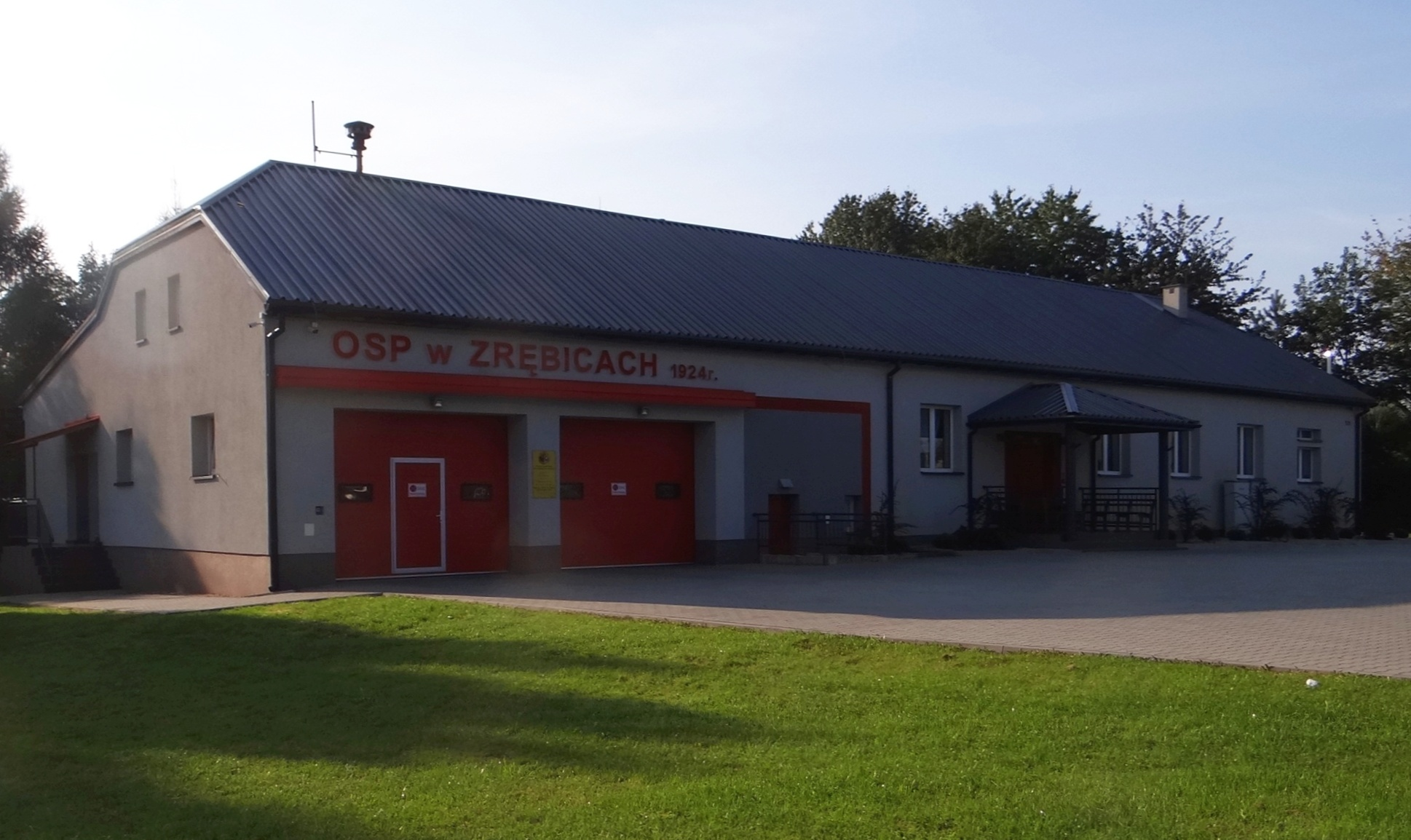

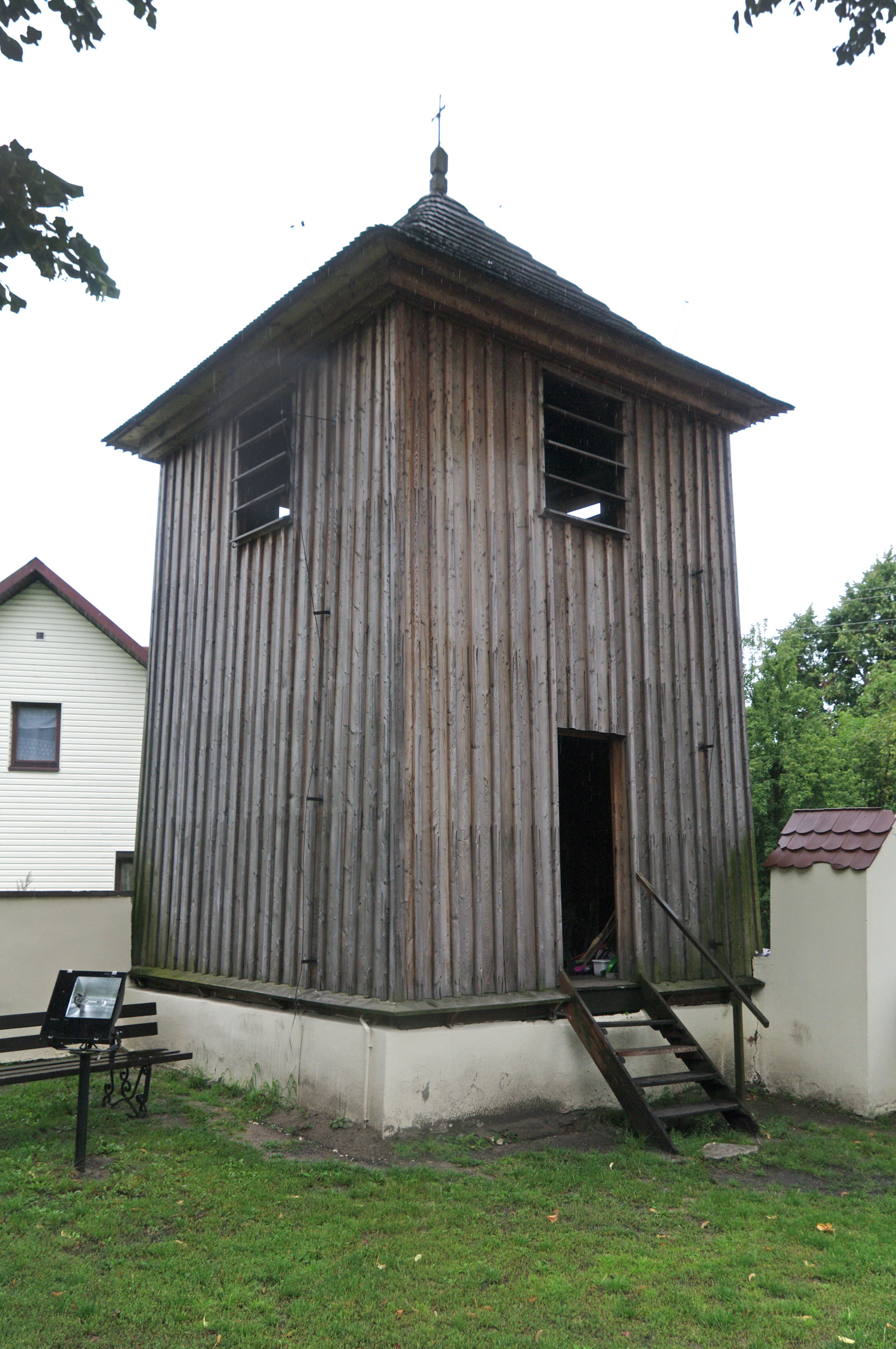
Dzwonnica przy kościele św. Idziego

Zrębice – wieś w Polsce, położona w województwie śląskim, w powiecie częstochowskim, w gminie Olsztyn, 18 km na południowy wschód od Częstochowy. Zrębice w latach 1952–1954 należały do gminy Zrębice. W latach 1975–1998 miejscowość należała do województwa częstochowskiego.
Według danych z 2008 roku miejscowość zamieszkuje około 1000 mieszkańców. W Zrębicach znajduje się zabytkowy kościół parafialny pod wezwaniem świętego Idziego z 1789 roku oraz zabytkowa dzwonnica i kapliczka.

## Geografia
Zrębice położone są na terenie Wyżyny Krakowsko-Częstochowskiej. Na zachód od wsi leżą malownicze Sokole Góry.
Sokole Góry to kompleks wzgórz wapiennych z licznymi jaskiniami i schroniskami. Rezerwat powstał w 1936 roku (pod nazwą „Knieja Olsztyńska”). Dopiero w roku 1953 powstał rezerwat leśny „Sokole Góry” na obszarze 215 hektarów. Na terenie rezerwatu znajduje się 8 wzgórz. Najwyższe to Puchacz, liczący 402,1 m n.p.m.
Przez Zrębice przebiegają szlaki turystyczne piesze i rowerowe oraz konne.

## Integralne części wsi
| SIMC    | Nazwa            | Rodzaj    |
| ------- | ---------------- | --------- |
| 0140818 | Ciecierzyn       | część wsi |
| 0140824 | Grabie           | część wsi |
| 0140830 | Rędziny          | część wsi |
| 0140847 | Wolnica          | część wsi |
| 0140853 | Zapasieka        | część wsi |
| 0140860 | Zrębice Drugie   | część wsi |
| 0140876 | Zrębice Pierwsze | część wsi |

## Placówki i organizacje społeczne
W Zrębicach znajduje się Szkoła Podstawowa imienia Jarosława Dąbrowskiego i Gimnazjum w Zrębicach (Zespół Szkół w Zrębicach). Obecnym dyrektorem szkoły jest Wojciech Kucia. W Zrębicach znajduje się także Świetlica „Kraina Marzeń”, Koło Gospodyń Wiejskich. Jedną z organizacji społecznych w Zrębicach jest Grupa Odnowy Wsi Zrębice i Krasawa.

## Turystyka
W Zrębicach znajduje się jedna kwatera agroturystyczna i folwark.
Szlaki piesze:
- Szlak Orlich Gniazd
- Szlak Warowni Jurajskich
- „Dróżki św. Idziego”. Długość 8 km. Przebieg: Olsztyn – rezerwat Sokole Góry – Zrębice.
- Szlak architektury drewnianej woj. śląskiego. Pętla częstochowska: kościół św. Idziego

Szlaki rowerowe:
- Jurajski Rowerowy Szlak Orlich Gniazd. Długość 188,3 km.
- Szlak Rowerowy Wokół Gór Sokolich i Olsztyna. Długość 34 km.
- Szlak Rowerowy Olsztyński. Długość 78,3 km. Trasa: Częstochowa – Olsztyn – Zrębice – Piasek – Julianka – Przyrów – Lipnik – Małusy Małe – Mirów.

## Parafia Zrębice
W Parafii Zrębice 1 września obchodzony jest Odpust ku czci św. Idziego. Obecnym proboszczem parafii jest ksiądz Włodzimierz Białek, który objął stanowisko w 1999 roku, po śmierci księdza proboszcza Romana Kuźmińskiego. Parafia liczy 3 miejscowości: Krasawa I, Krasawa II oraz Zrębice. Na terenie Zrębic znajduje się parafialny cmentarz, który umiejscowiony jest w odległości 500 m od kościoła parafialnego. Obecnie na terenie parafii działają trzy wspólnoty religijne: Parafialna Rada Duszpasterska (licząca 10 osób), Służba Liturgiczna (ministranci) oraz Koło Żywego Różańca.

## Historia
Parafia i wieś Zrębice powstały w około 1334 roku. Nazwa „Zrębice” wskazuje na wyręby lasów, na których niegdyś powstała wioska. W spisach Świętopietrza Zrębice występują pod nazwą Sdrabicz. Około 100 lat później (ok. 1470 r.) Jan Długosz w „Liber Benef.” opisuje wioskę jako Sdrzembicze.
Parafia i wieś Zrębice po rozbiorach należały do najbiedniejszych. Z upadku materialnego podniósł ją ksiądz Jan Lelewicz w II połowie XIX wieku. W 1789 roku rozebrano modrzewiowy kościół parafialny, który wkrótce potem został odbudowany. W latach 1954–1955 okryto kościół nowymi gontami. Zaś w 1956 roku kościół został zelektryfikowany.

## Zabytki i pomniki przyrody
- Modrzewiowy kościół parafialny

Kościół, według kronik parafialnych został ufundowany przez Kazimiera Wielkiego lub Władysława Opolczyka. Pierwotny modrzewiowy kościół parafialny pochodzi z XIV wieku. Pierwotnie znajdował się w miejscu, gdzie dziś stoi kapliczka. Został zbudowany w podzięce za uratowanie wsi od zarazy, jaka w tamtych czasach panowała. W 1778 kościół chylił się ku ruinie i został rozebrany. W tym samym roku powstała nowa świątynia. W XIX wieku kościół z powodu braku funduszy jeszcze raz chylił się ku ruinie, jednak w II połowie XIX wieku został restaurowany przez wyżej wspomnianego księdza Jana Lelewicza.
W 1789 roku do kościoła został przeniesiony obraz św. Idziego. W kościele znajdował się zabytkowy obraz Matki Bożej Betlejemskiej (tzw. Betlejemka). Obraz pochodzi z XV wieku. Obraz wraz z figura Pana Jezusa Zmartwychwstałego został skradziony w 1998 roku. W kościele znajdują się także kamienna chrzcielnica z XVIII wieku, ołtarze barokowe z XVIII wieku oraz kropielnica miedziana w kruchcie, która pochodzi z 1717 roku.
- Drewniana kapliczka mszalna

Kapliczka została postawiona na początku XIX wieku kosztem i staraniem miejscowego leśniczego. Kapliczka poświęcona jest św. Idziemu. Kapliczka ta znajduje się na miejscu pierwotnego kościoła parafialnego.
- W Zrębicach znajduje się także kilka pomników przyrody: grupa lip w sąsiedztwie kościoła, kilkusetletni cis pospolity o obwodzie ponad 150 cm przy szkole podstawowej oraz morwa biała obok znajdującej się za wsią kapliczki św. Idziego.